# Hronov
Hronov (API : /ˈɦronof/ ; en allemand : Hronow) est une ville du district de Náchod, dans la région de Hradec Králové, en Tchéquie. Sa population s'élevait à 6 096 habitants en 2024.
La ville accueille chaque année un festival international de théâtre amateur.

## Géographie
La ville de Hronov est située au centre de la chaîne des Sudètes, au pied des monts Tabulaires, aux confins de la Bohême et de la Pologne. Elle est arrosée par la rivière Metuje, tributaire de l'Elbe.
Hronov se trouve à 7 km à l'ouest de Červený Kostelec, à 8 km au sud-est de Police nad Metují, à 8 km au nord de Náchod, à 40 km au nord-est de Hradec Králové et à 132 km au nord-nord-est de Prague.
La commune est limitée par Stárkov au nord, par Velké Petrovice et Vysoká Srbská à l'est, par Žďárky et Velké Poříčí au sud, et par Horní Radechová et Červený Kostelec à l'ouest. Malá Čermná est un quartier exclavé qui est séparé du reste de la commune par Žďárky.

## Administration
La commune de Hronov administre cinq hameaux : 
- Malá Čermná (de)
- Rokytník (cs)
- Velký Dřevíč (cs)
- Zbečník (en)
- Žabokrky (cs).

## Histoire
Hronov est mentionnée pour la première fois en 1359. La ville doit son nom à son fondateur, le chevalier Hron de Načerat (1241-1285). Elle est demeurée dépendante de Náchod jusqu'à l'abolition des seigneuries en 1848.
Du fait de sa situation, Hronov a souvent souffert de passages de troupes en armes et de pillages. La ville a été brûlée par les Suédois pendant la guerre de Trente Ans. Durant la guerre austro-prussienne, la ville a servi de cantonnement pour les troupes du prince August von Württemberg.
Un bureau de poste est ouvert en 1865. Hronov obtient le statut de ville en 1870. L'arrivée du chemin de fer en 1875 a permis à la ville de se rétablir et voir se développer au début du XXe siècle, comme dans tout le voisinage de Náchod, une petite industrie textile.
Hronov fait partie de l'Empire des Habsbourg jusqu'à la création de la Tchécoslovaquie en 1918. Épargnée par l'annexion des Sudètes au Reich, Hronov passe sous domination allemande en mars 1939 avec la création du protectorat de Bohême-Moravie (1939-1945).

## Galerie

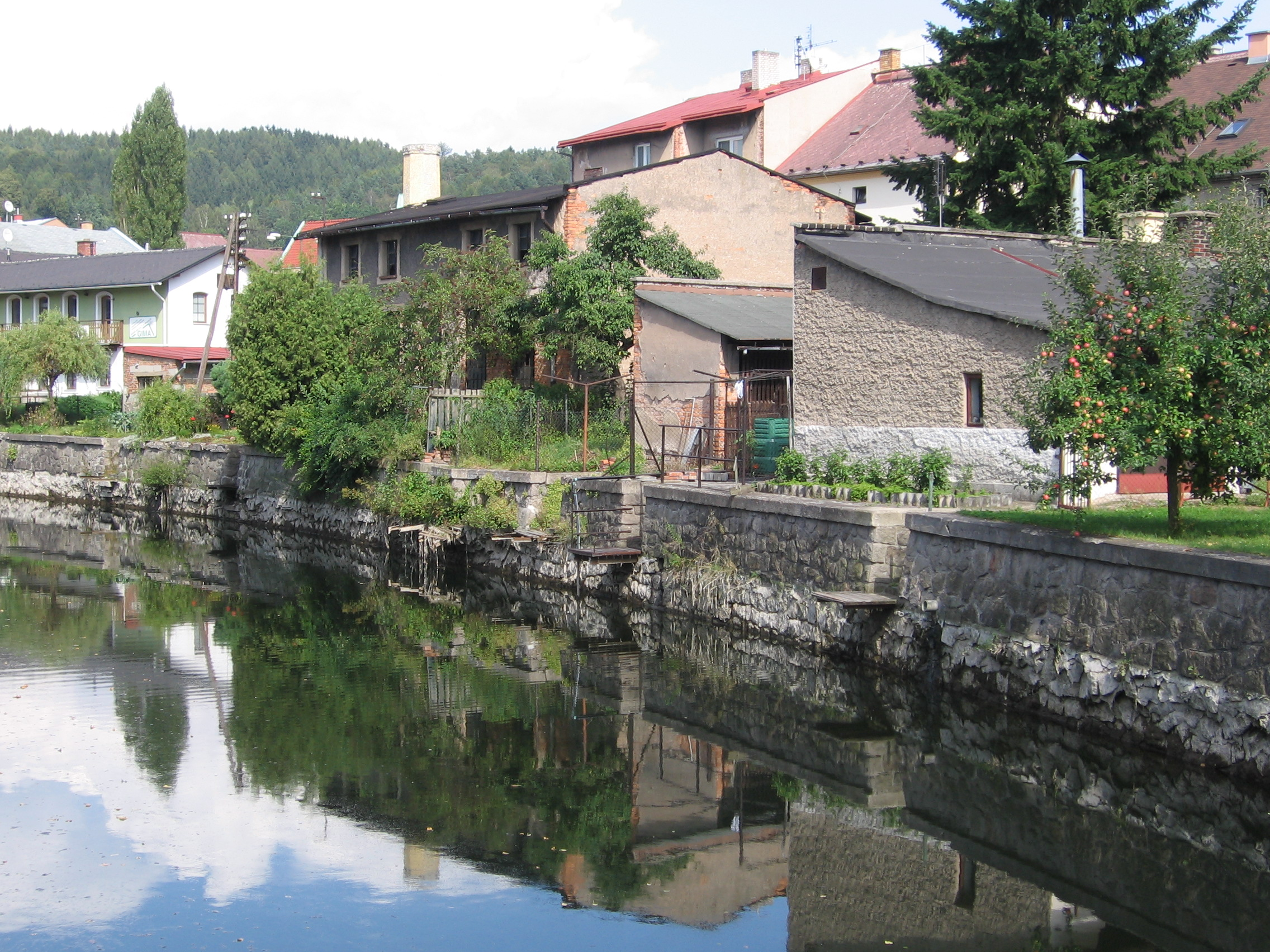
Rivière Metuje.
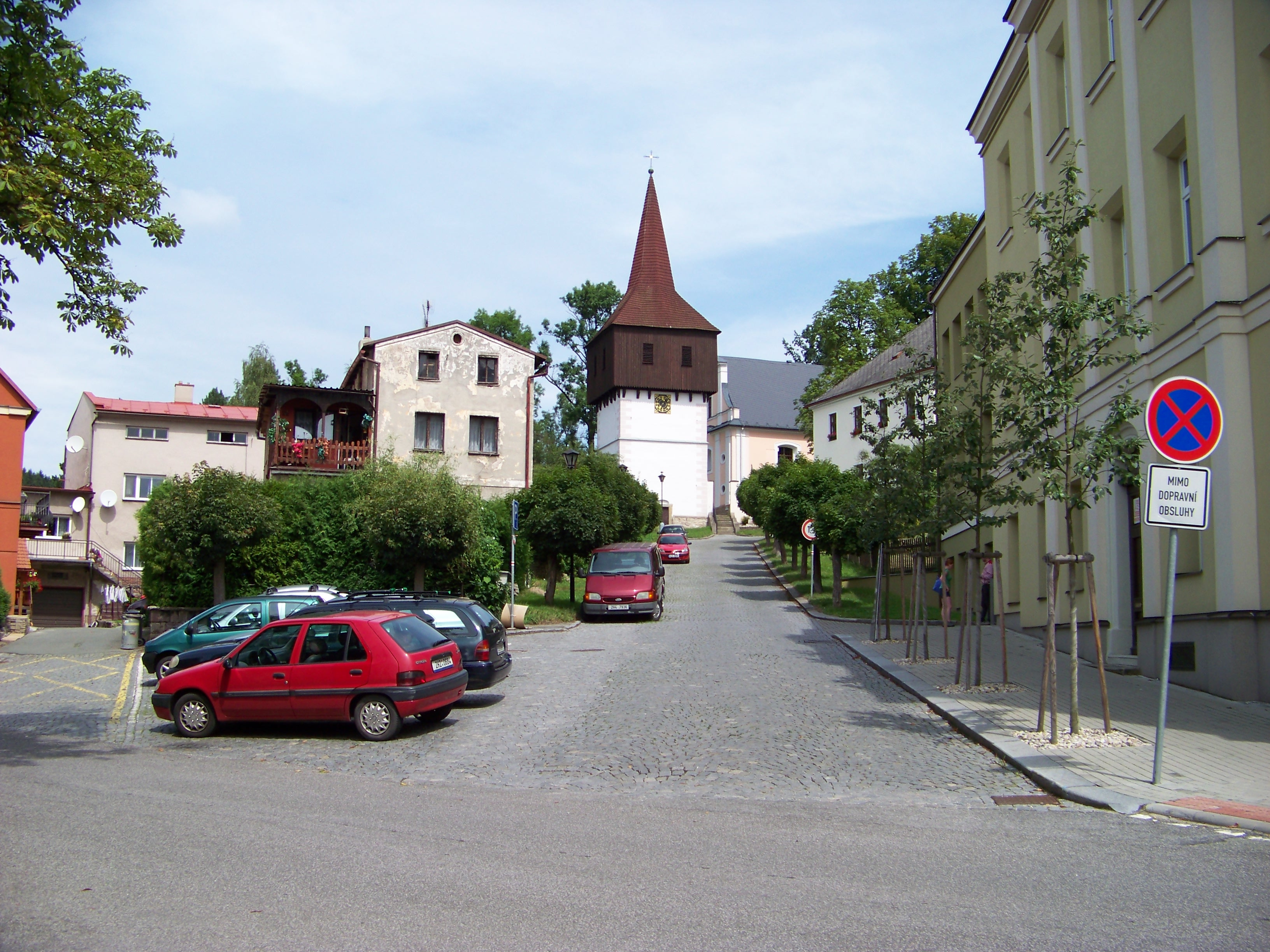
Place Comenius.

## Patrimoine

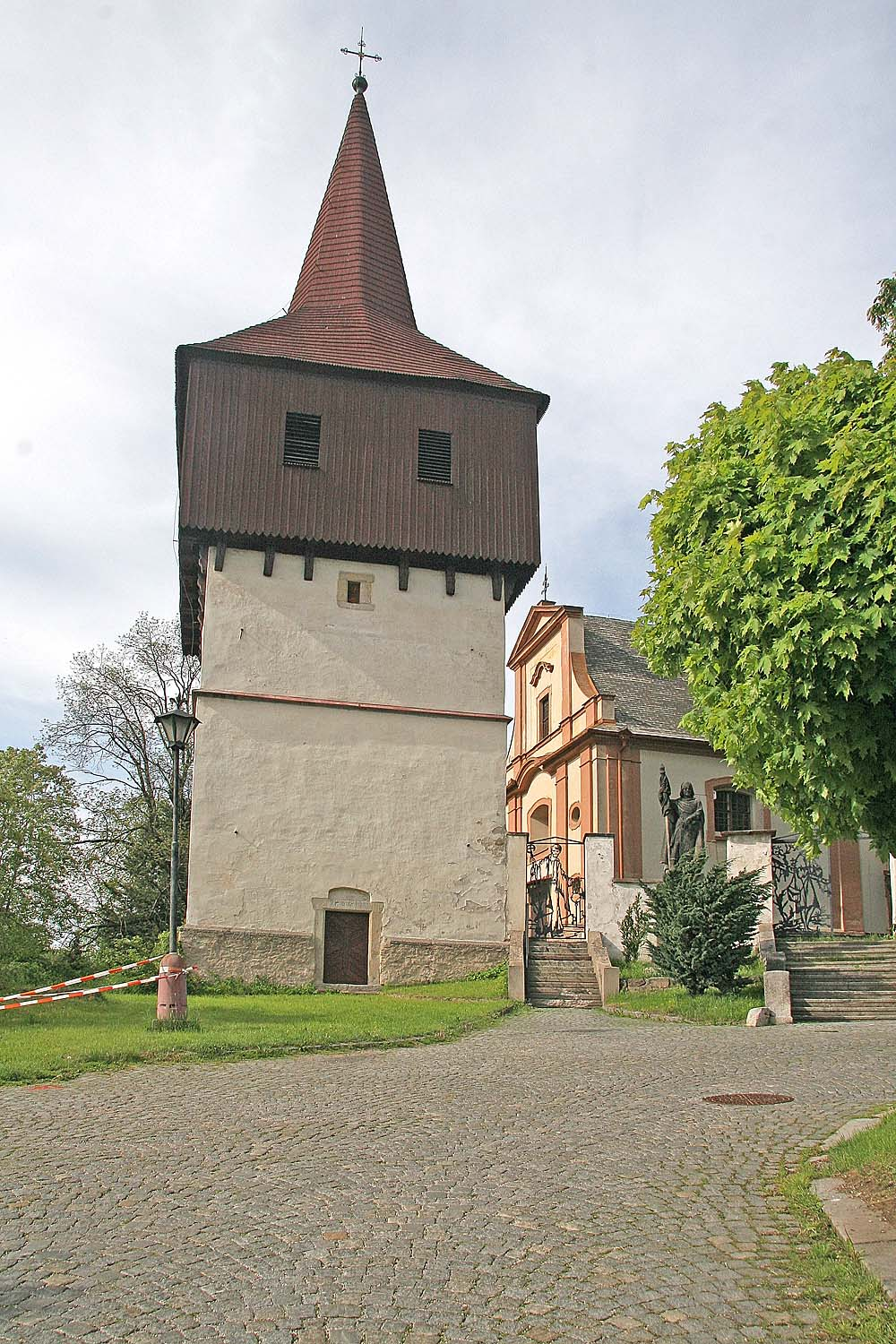
Le clocher.
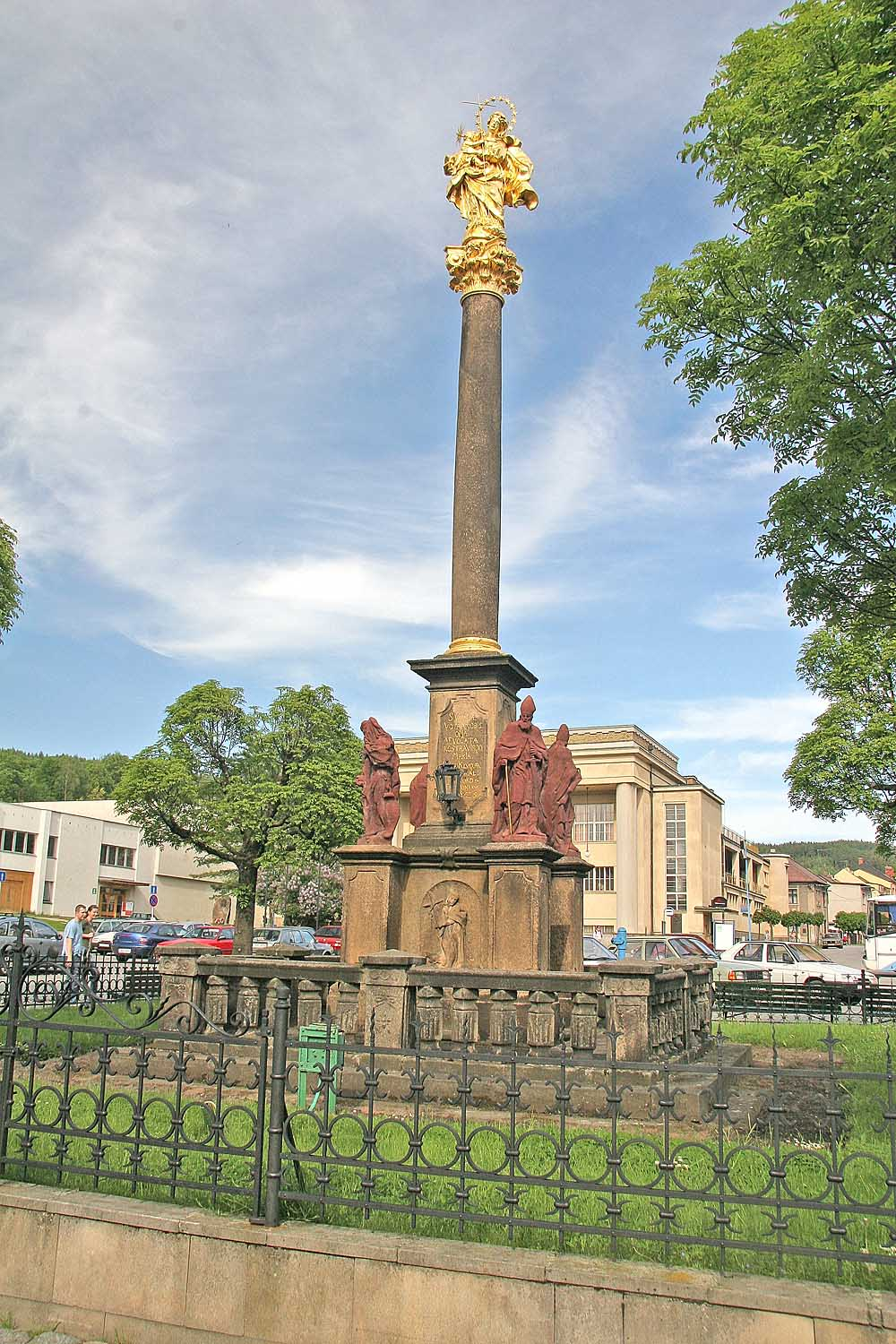
La colonne mariale.
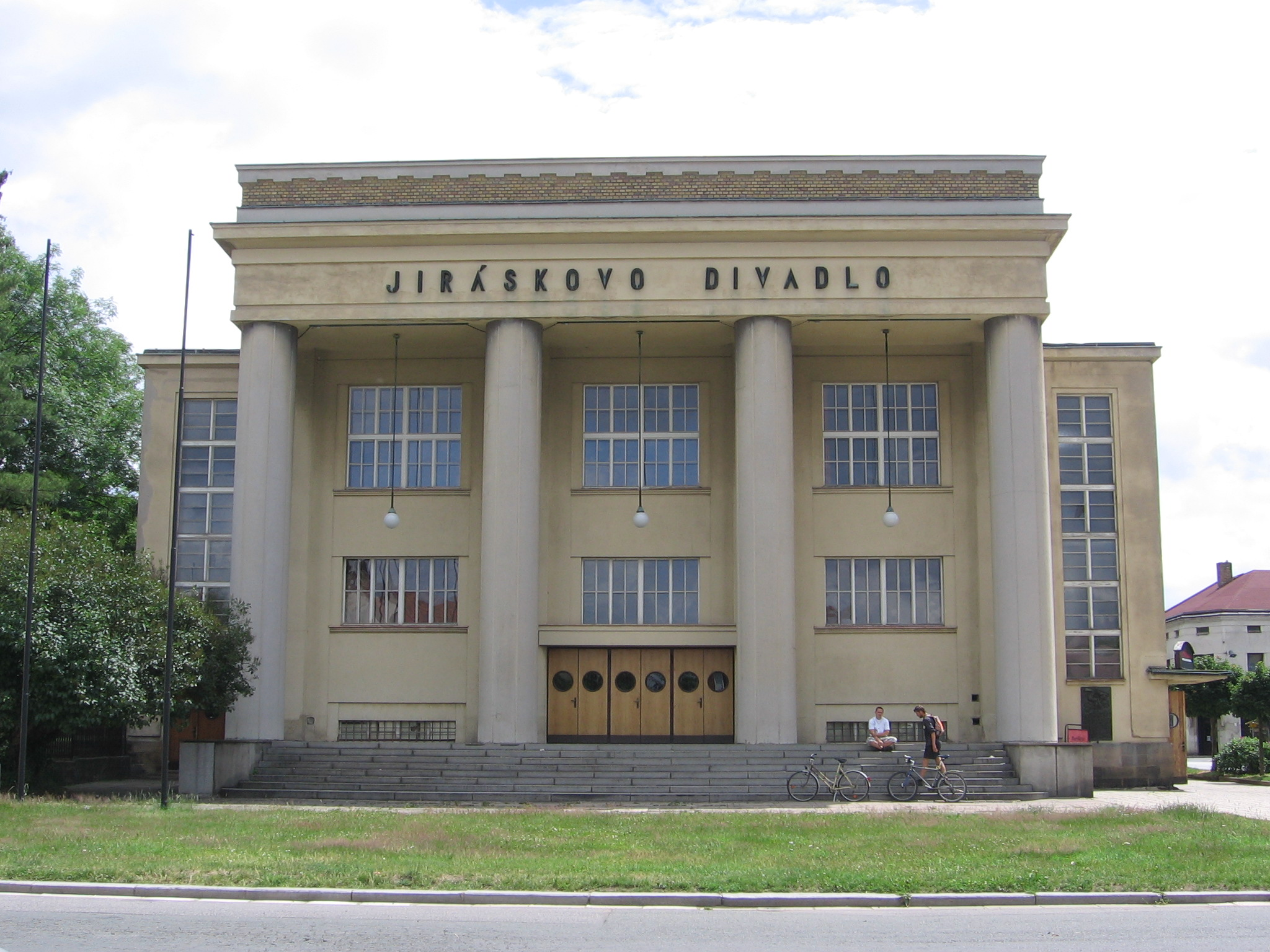
Le théâtre.

- L'église paroissiale gothique de 1359 a été reconstruite de 1716 à 1717 dans un style baroque. Le clocher voisin été érigé en 1610.
- La colonne mariale de style baroque sur la place principale érigée en 1725.
- La maison natale d'Alois Jirásek accueille un musée consacré à l'écrivain.
- Le théâtre municipal a été construit en 1930, d'après les plans de l'architecte Jindřich Faulkner.

## Le festival de théâtre Jirasek Hronov
C'est par une représentation donnée dans l'auberge de la ville en 1826 que débute l'histoire du théâtre à Hronov. La tradition théâtrale de Hronov est vivifiée au début du XXe siècle par le succès des pièces d'Alois Jirásek, natif de la ville (Père en 1895, Lantern en 1905, Jan Hus en 1911)
Le premier festival se tient en 1930 pour célébrer le 80e anniversaire de la naissance de l'auteur dont il prend le nom (« Jiráskův Hronov »). La plupart des représentations se tiennent dans le nouveau théâtre Jirasek achevé l'année précédente. Selon le critique tchèque Vladimír Hulec, le festival de Hronov serait le plus ancien festival de théâtre amateur d'Europe et du monde.
Le festival a perduré en dépit des vicissitudes de l'histoire. Il se tient chaque année pendant la première semaine du mois d'août. D'abord conçu comme une vitrine du théâtre amateur tchèque, il accueille depuis 1991 des troupes étrangères. Sa programmation est ouverte à tous les genres théâtraux. Bien que l'esprit du festival soit non compétitif, le jury décerne aujourd'hui un prix officieux, l' « Alois d'or ».

## Transports
Hronov est desservie par la route 303 qui relie Náchod (9 km) à Broumov (22 km) et se trouve à 49 km de Hradec Králové et à 168 km de Prague. 
La gare ferroviaire de Hronov est située sur la ligne Choceň–Meziměstí.

## Personnalités
- Josef Regner (1794–1852), curé de Hronov, puis doyen de Náchod, promoteur de l'éducation populaire
- Alois Jirásek (1851–1930), auteur de romans historiques et dramaturge
- Paula Gans (1883-1941), artiste peintre, est née à Hronov
- Helena Čapková (1886–1961), écrivain
- Josef Čapek (1887–1945), peintre, écrivain, photographe et illustrateur
- Jindřich Freiwald (1890-1945), architecte
- Josef Beneš (1901-1970), philosophe
- Egon Hostovský (1908–1973), écrivain

## Jumelages
- Bielawa (Pologne)
- Kudowa-Zdrój (Pologne)
- Warrington (Royaume-Uni)

## Sources
- (de) Cet article est partiellement ou en totalité issu de l’article de Wikipédia en allemand intitulé « Hronov » (voir la liste des auteurs).

- (en) Cet article est partiellement ou en totalité issu de l’article de Wikipédia en anglais intitulé « Jiráskův Hronov » (voir la liste des auteurs).